# Stihl
Die Andreas Stihl AG & Co. KG (Eigenschreibweise: STIHL) ist ein in über 160 Ländern tätiges deutsches Industrieunternehmen mit Hauptsitz in Waiblingen-Neustadt.
Das Familienunternehmen entwickelt, fertigt und vertreibt motorbetriebene Geräte für die Forstwirtschaft, Garten- und Landschaftspflege und die Bauwirtschaft. Es werden auch Hochdruckreiniger unter der Marke Stihl vertrieben. Das Unternehmen wurde 1926 gegründet und gilt seit 1971 als weltmarktführender Hersteller von Motorsägen. Ein weiterer Bereich ist die Verarbeitung von Magnesium auch für andere Industrien.
Mit Stihl Timbersports richtet das Unternehmen Wettkämpfe für verschiedene Disziplinen der Forstwirtschaft aus.

## Geschichte

Stihl-Logo aus den Anfangsjahren

Andreas Stihl hatte nach Ende des Ersten Weltkriegs ein Maschinenbaustudium absolviert und 1926 in Stuttgart das A. Stihl Ingenieurbüro gegründet, das zunächst Dampfkessel-Vorfeueranlagen und Waschmaschinen herstellte. Hierdurch verdiente das Unternehmen Geld für den Bau einer Ablängkettensäge mit Elektromotor, die 48 Kilogramm wog und von zwei Männern bedient werden musste.
1926 begann Stihl mit der Produktion von benzinbetriebenen Kettensägen. Die Stihlsche Baumfällmaschine Typ A wurde in großen Stückzahlen nach Russland, in die USA und nach Kanada exportiert. Bestätigt durch die Erfolge wurde die Technik in den Folgejahren immer weiter verbessert. Die Mitarbeiterzahl wuchs bis 1939 auf 250 Beschäftigte an. Im Jahr 1938 war als zweites Werk eine ehemalige Papiermühle in Neustadt an der Rems (das 1975 in das benachbarte Waiblingen eingemeindet wurde) hinzugekommen. 1944 wurde das Werk in Bad Cannstatt durch einen Bombenangriff zerstört. Die komplette Produktion wurde daraufhin nach Neustadt verlagert. In dem Unternehmen waren etwa 100 Zwangsarbeiter tätig. Nach Kriegsende wurde das Unternehmen zunächst von alliierten Truppen beschlagnahmt.

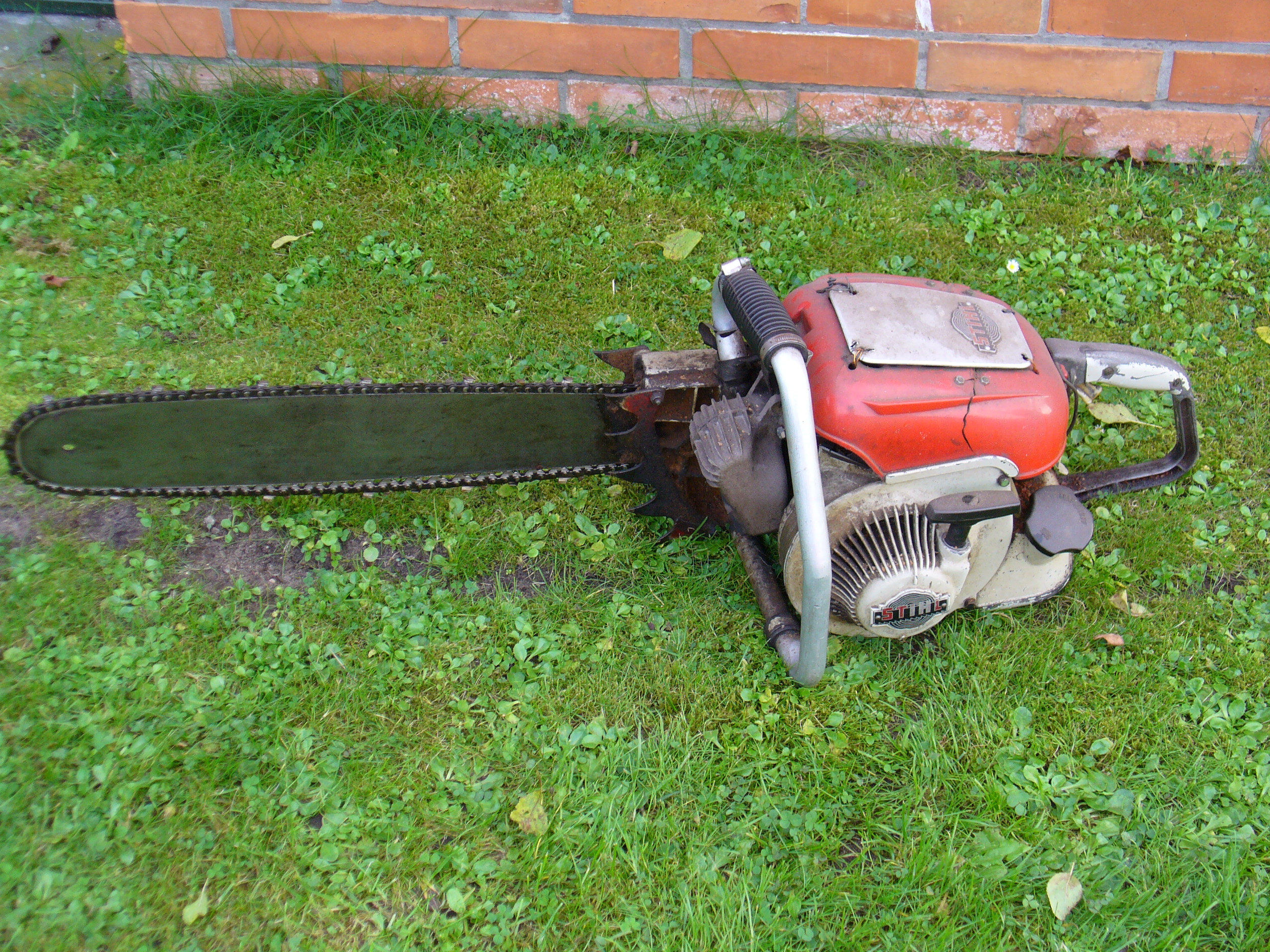
Verkaufsschlager der 1960er-Jahre: Motorkettensäge Stihl Contra

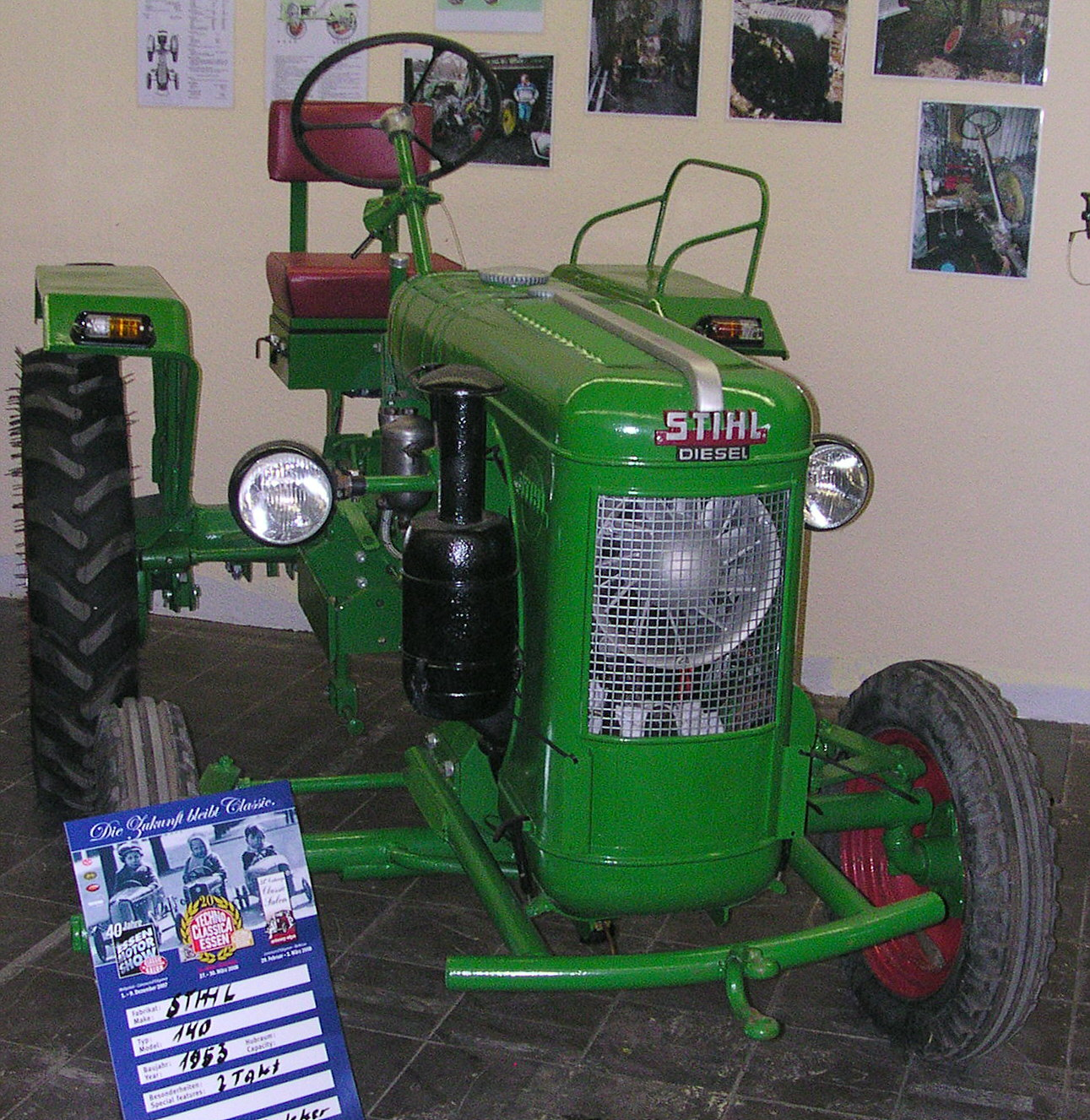
Stihl 140 (1953)

Da nach dem Krieg die Nachfrage nach Motorsägen die Kapazität des Werkes in Neustadt nicht ausreizen konnte, begann Andreas Stihl 1948 mit Versuchen zur Produktion eines Traktors. Das Ergebnis davon war der 1949 vorgestellte Allzweck-Schlepper S 140. Dessen Einzylinder-Zweitakt-Motor wurde auch an andere Traktorenhersteller geliefert. Ab Mitte der 1950er Jahre zogen die Motorsägenverkäufe deutlich an. Dadurch nahm dieser Bereich mehr Ressourcen in Anspruch und ab Ende der 1950er Jahre kamen Getriebe von Hurth zum Einsatz. Auch die eigenen Motoren wurden nach und nach durch solche von MWM ersetzt. Als in den 1960er Jahren der Wettbewerb im Traktoren-Markt stärker wurde, beschloss man 1963 bei Stihl die Traktorenproduktion im Jahr 1965 einzustellen.
Den Aufschwung nach dem Krieg brachte die Entwicklung leichter und universell einsetzbarer Einmann-Motorkettensägen ab Mitte der 1950er-Jahre. Ein Verkaufsschlager war etwa die Stihl Contra, die 1959 auf den Markt kam. Das Unternehmen musste 1961 eigens Frachtflugzeuge chartern, um den hohen Bedarf in Kanada und den USA decken zu können.
Stihl stieg bis 1971 zum größten Kettensägenhersteller der Welt auf. Ab den 1970er-Jahren erfolgte die Gründung von Produktionsstätten in Deutschland und im Ausland (Brasilien, USA, Schweiz und Österreich), daneben der Ausbau einer umfangreichen weltweiten Vertriebsstruktur mit eigenen Tochtergesellschaften und Importeuren. Dazu gehörte auch ein Magnesiumdruckguss-Werk in Weinsheim (1971).
Nach dem Tod des Gründers Andreas Stihl im Jahr 1973 übernahm Hans Peter Stihl das väterliche Unternehmen. Die folgenden Jahre waren geprägt von beständigem Wachstum und Expansion. Betrug der Umsatz im Jahr 1969 noch 113,8 Mio. DM, waren es zehn Jahre später bereits 556 Mio. DM, im Jahr 1989 dann über 1,1 Milliarden DM.
1987 wurde erstmals ein Beschäftigungs- und Standortsicherungsvertrag für das deutsche Stammhaus mit dem Gesamtbetriebsrat vereinbart und seither fortentwickelt und mehrfach erneuert. Im Januar 2022 erfolgte die neuerliche Vertragsunterzeichnung mit Beschäftigungsgarantie bis Ende 2025.
In den 1990er-Jahren zogen sich die Familienmitglieder nach und nach aus dem operativen Geschäft zurück. 1995 wurde die Stihl Holding AG & Co. KG als Dachgesellschaft der Unternehmen Andreas Stihl in Waiblingen, Stihl KG in Dieburg und Stihl & Co. in Wil gegründet. Die Gründung der Stihl AG als neuem Komplementär folgte im Jahr 1997.
Seit 2002 leitet erstmals ein familienfremder Vorstand die Geschäfte der Stihl AG und damit die des Konzerns. Der ehemalige Chef Hans Peter Stihl übernahm den Vorsitz des Aufsichtsrats der Stihl AG und den Vorsitz des Beirats der Stihl Holding AG & Co. KG. Am 3. Mai 2010 teilte das Unternehmen mit, dass Hans Peter Stihl seinen Vorsitz zum 30. Juni 2012 niederlegt; er ist seitdem Ehrenvorsitzender beider Gremien. Nachfolger im Beirat wurde sein Sohn Nikolas.
Nach Angabe des Vorstandsvorsitzenden erreichte Stihl in Deutschland im Januar 2021 die Klimaneutralität; dies beruht unter anderem auf Bezug von Grünstrom zu 100 Prozent. 2022 ist dies auch Ziel für die weltweiten Produktionsgesellschaften und bis spätestens 2028 für die internationalen Vertriebsgesellschaften. Die Eigenerzeugung von grüner Energie soll ausgebaut werden. Am 14. November 2022 wurde das neue 58.000 m² große STIHL Zentrallager in Völklingen eingeweiht. Es kann um weitere 30.000 m² erweitert werden.
2023 eröffnete Stihl am Stammsitz in Waiblingen die Stihl Markenwelt. Das Unternehmensmuseum beleuchtet die Geschichte der Marke und der Forsttechnik sowie das Ökosystem Wald und hat sonntags für die Allgemeinheit geöffnet.

## Investitionen
Seit der Jahrtausendwende investierte Stihl unter anderem in ein neues Entwicklungszentrum in Waiblingen-Neustadt, das im Juni 2004 eröffnet wurde. Mit 40 Mio. Euro wurde damit die größte Bauinvestition in der Unternehmensgeschichte getätigt. Im September 2006 wurde ein Montagewerk in Qingdao (China) eröffnet, dessen Produktionskapazitäten 2013 durch die Investition von 17 Mio. Euro beinahe verdoppelt wurden. Außerdem wurde 2013 ein neues Logistikgebäude in der Schweiz eingeweiht und Vertriebsgesellschaften in Kolumbien sowie für Serbien und Montenegro gegründet.

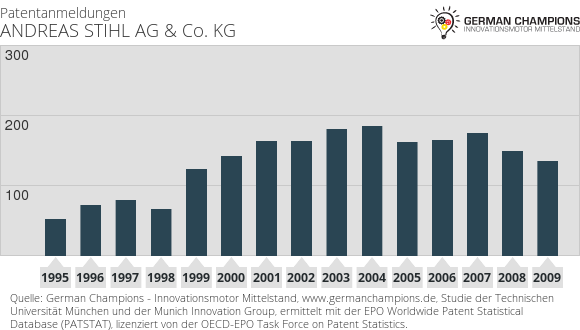
Patentportfolio Stihl

Wichtige Neuerwerbungen waren die des österreichischen Gartengeräteherstellers Viking im Jahr 1992 und die des asiatischen Vergaserherstellers Zama im Jahr 2008.
Stihl hat bereits 1988 als erstes Unternehmen einen Abgaskatalysator für 2-Takt-Motoren entwickelt. Er verringert die Emission der schädlichen Kohlenwasserstoffe um 60 bis 80 %.
Seit 1999 reicht Stihl jährlich über 100 Patente zur Anmeldung ein.
Mitte 2022 kündigte Stihl Investitionen von 125 Millionen Euro für den neuen Produktionsstandort Oradea in Rumänien an. Die Investitionssumme verteilt sich auf die nächsten Jahre.
Im Mai 2023 hat Stihl 75,1 % der Mogatec GmbH in Drebach übernommen. Die restlichen Anteile wurden 2024 übernommen.

## Konzernstruktur
Zum Konsolidierungskreis der Unternehmensgruppe gehören 32 eigene Vertriebs- und Marketinggesellschaften im In- und Ausland. Holding ist die Stihl Holding AG & Co. KG mit Sitz in Waiblingen. Wichtige Tochtergesellschaften sind:
- Stihl AG (100 %)
- Andreas Stihl AG & Co. KG, Waiblingen, Stammhaus des Unternehmens (100 %)
  - Stihl International GmbH, Waiblingen (100 %)
  - Stihl Tochtergesellschaften der STIHL International GmbH (100 %)
  - Zama Tochtergesellschaften der STIHL International GmbH (100 %)
- Stihl Vertriebszentrale AG & Co. KG, Dieburg (100 %)
- Stihl Kettenwerk GmbH & Co KG Waiblingen, Zweigniederlassung Wil, Kanton St. Gallen, Schweiz (100 %)

|                          | 2006    | 2007    | 2008    | 2009    | 2010    | 2011    | 2012    | 2013    | 2014    | 2015    | 2016    | 2017    | 2018    | 2019    | 2020    | 2021    |
| ------------------------ | ------- | ------- | ------- | ------- | ------- | ------- | ------- | ------- | ------- | ------- | ------- | ------- | ------- | ------- | ------- | ------- |
| Umsatz                   | 2.018,7 | 2.087,8 | 2.142,7 | 2.037,5 | 2.363,0 | 2.617,6 | 2.775,7 | 2.814,4 | 2.979,8 | 3.245,7 | 3.458,4 | 3.791,8 | 3.782,1 | 3.932,5 | 4.581,3 | 5.058,3 |
| Auslandsanteil am Umsatz | 87,9 %  | 88,3 %  | 88,7 %  | 88,0 %  | 89,3 %  | 89,4 %  | 90,1 %  | 89,9 %  | 89,4 %  | 90,1 %  | 89,7 %  | 89,8 %  | 89,5 %  | 89,9 %  | 90,0 %  | 90,1 %  |
| Mitarbeiter              | 9.449   | 9.779   | 11.484  | 10.883  | 11.310  | 12.026  | 12.338  | 13.844  | 14.279  | 14.245  | 14.920  | 15.875  | 17.122  | 16.722  | 18.200  | 20.094  |
| Investitionen            | 164,2   | 170,9   | 190,1   | 130,7   | 122,7   | 183,6   | 227,4   | 202,5   | 181,9   | 234,7   | 209,3   | 248,3   | 324,4   | 308,2   | 283,2   | 331,0   |
| Bilanzsumme              | 2.163,1 | 2.256,5 | 2.521,4 | 2.683,1 | 3.052,3 | 3.410,8 | 3.696,6 | 3.884,1 | 4.277,9 | 4.776,6 | 5.287,8 | 5.439,1 | 5.844,4 | 6.315,5 | 6.864,5 | 7.976,0 |
| Eigenkapitalquote        | 58,1 %  | 61,0 %  | 60,4 %  | 65,3 %  | 66,7 %  | 68,2 %  | 68,5 %  | 68,4 %  | 70,0 %  | 69,7 %  | 70,5 %  | 70,2 %  | 69,9 %  | 70,4 %  | 69,6 %  | 68,6 %  |

## Produkte
Bekanntestes Produkt sind die seit Ende der 1920er-Jahre hergestellten Motorkettensägen. Von 1948 bis 1963 wurden bei Stihl Traktoren gebaut.

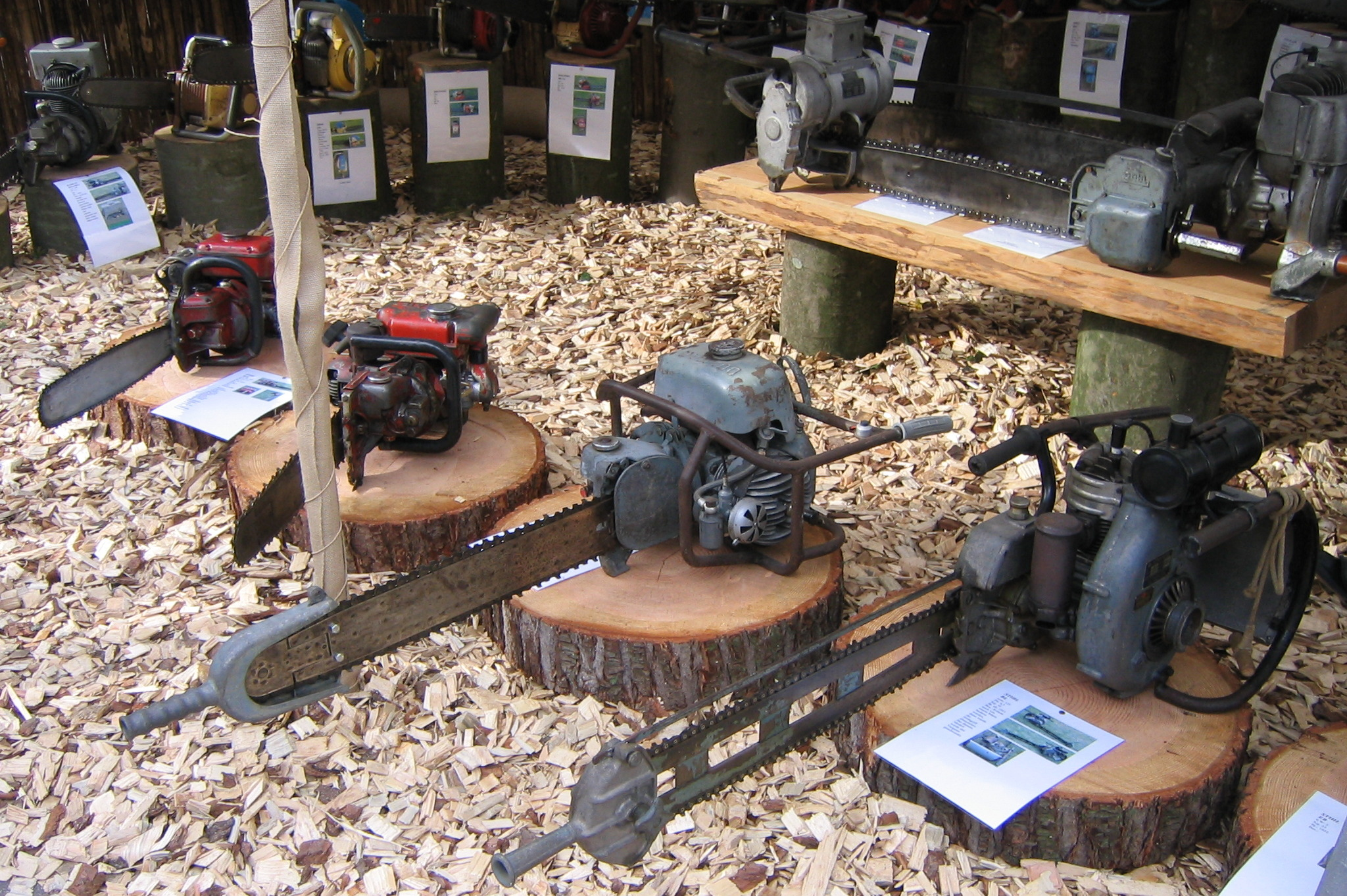
Stihl BL (vorne rechts). Daneben weitere Stihl- und Dolmar-Sägen

- 1950 stellte Stihl die erste Einmann-Benzin-Motorkettensäge der Welt, die Stihl BL, vor. Ausgestattet mit einem verstellbaren Schwenkvergaser kann die Säge zum Ablängen und zum Fällen eingesetzt werden.
- Die Stihl Contra machte Andreas Stihl 1959 als Vater der Motorsäge bekannt. Durch das geringe Gewicht (12 kg) dieser Säge mit einer Leistung von 6 PS setzte sich die Motorisierung der Waldarbeit nun endgültig weltweit durch. In nicht einmal zwei Jahren wurden über 200.000 Stück dieser Motorkettensäge produziert. In den USA wurde sie als Contra-Lightning vermarktet. Gebaut wurde sie in vier verschiedenen Varianten von 1959 bis 1967. Sie hat einen Hubraum von 106 cm³ und wurde vorwiegend mit den Schwertlängen 43, 53, 63, 80 cm betrieben.
- 1988 entwickelte Stihl den Abgaskatalysator für 2-Takt-Motoren. Er wird bis heute auch in Maschinen für den Hobbybereich eingebaut.
- Seit 2009 bringt Stihl auch Akku-Werkzeuge auf den Markt;[22] 2014 den weltweit ersten Akku-Trennschleifer.[23]
- Hochdruckreiniger[24][25]
- Im Frühjahr 2019 kam die Stihl MS500i auf den Markt. Sie ist die weltweit erste Motorsäge mit elektronisch gesteuerter Einspritzung.[26]
- Durch die Übernahme der Viking GmbH und dem Angebot der Geräte unter dem Namen Stihl seit 2019 wurde das Produktportfolio um motorbetriebene Gartengeräte wie Rasenmäher, Motorhacken oder Häcksler erweitert.[13][27]
- 2019 wurde auch der Akku-Gehölzschneider GTA 26 vorgestellt, der auf Kettensägentechnik basiert.[28]
- Im Laufe des Jahres 2020 wurde die Stihl MS400 C-M eingeführt, sie ist die erste Motorsäge mit einem Magnesiumkolben.[29]

Der Vertrieb von Stihl-Geräten erfolgt ausschließlich über den Fachhandel. Dabei erfolgt der B2B-Vertrieb der produzierenden Werke an den Fachhandel nicht direkt, sondern über eigene Tochtergesellschaften (in ca. 30 Ländern weltweit) oder über unabhängige Importeure.

Produkte
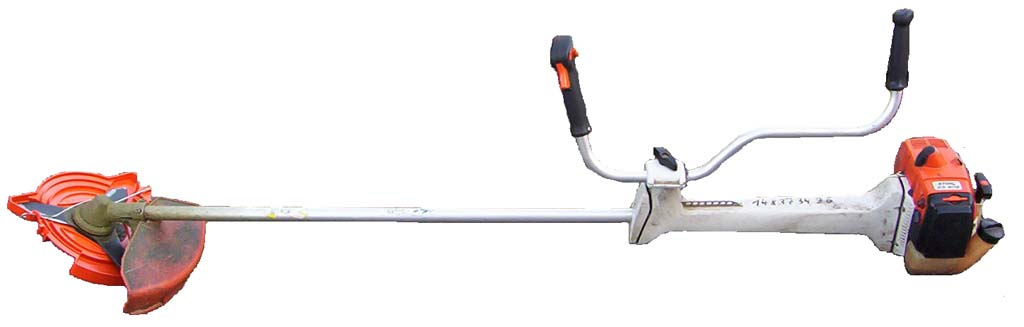
Profi-Motorsense oder -Freischneider Stihl FS 350
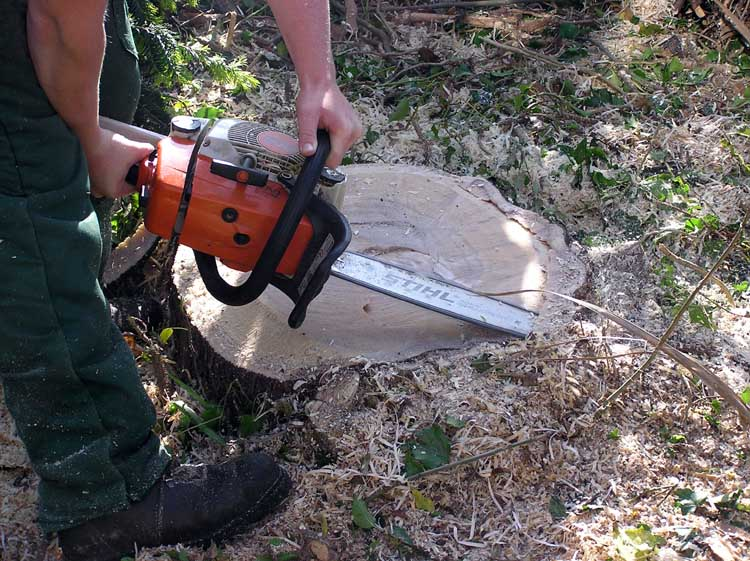
Eine heutige Stihlsäge im Einsatz
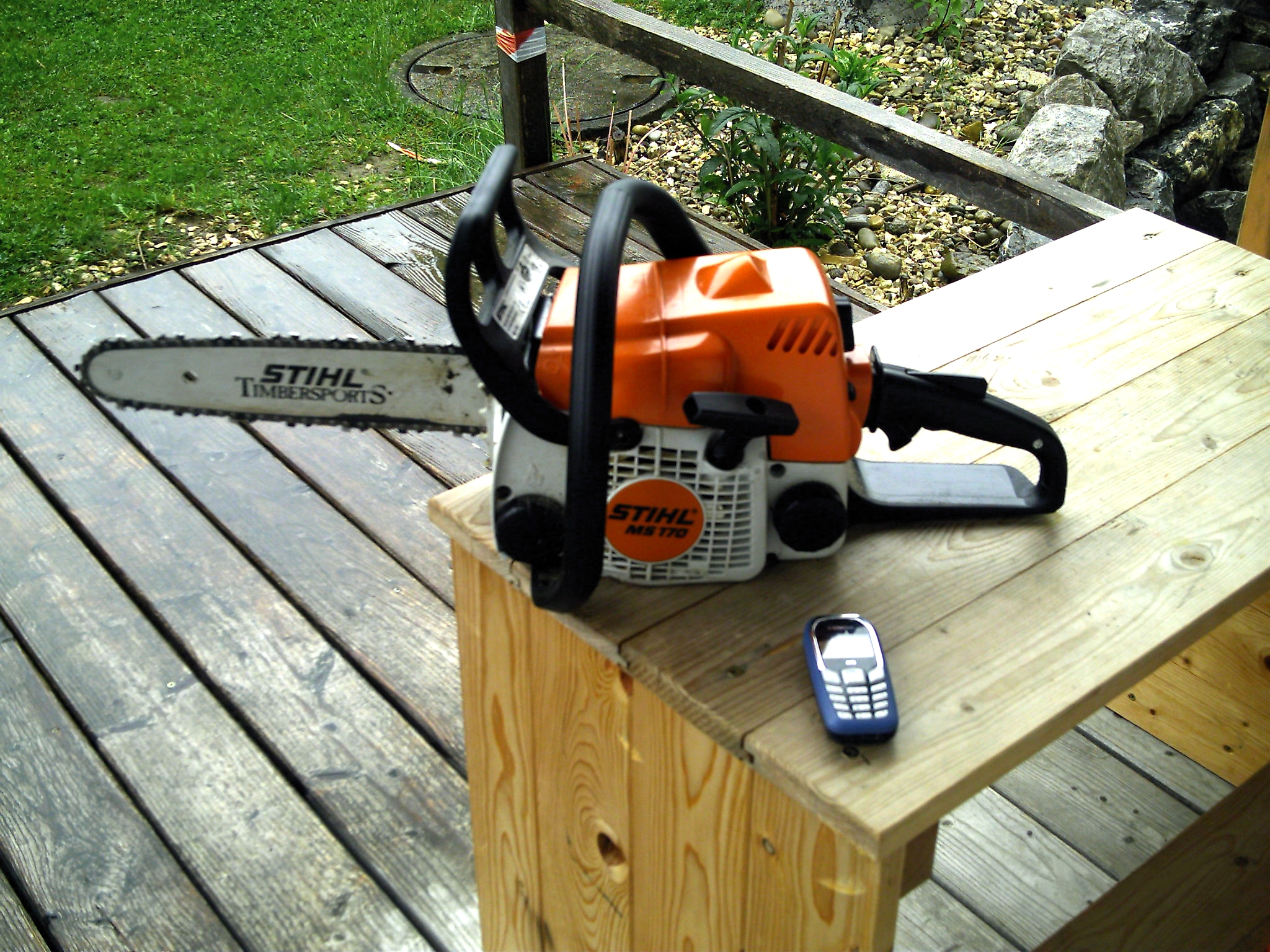
MS 170. Eine der kleinsten Motorkettensägen von Stihl
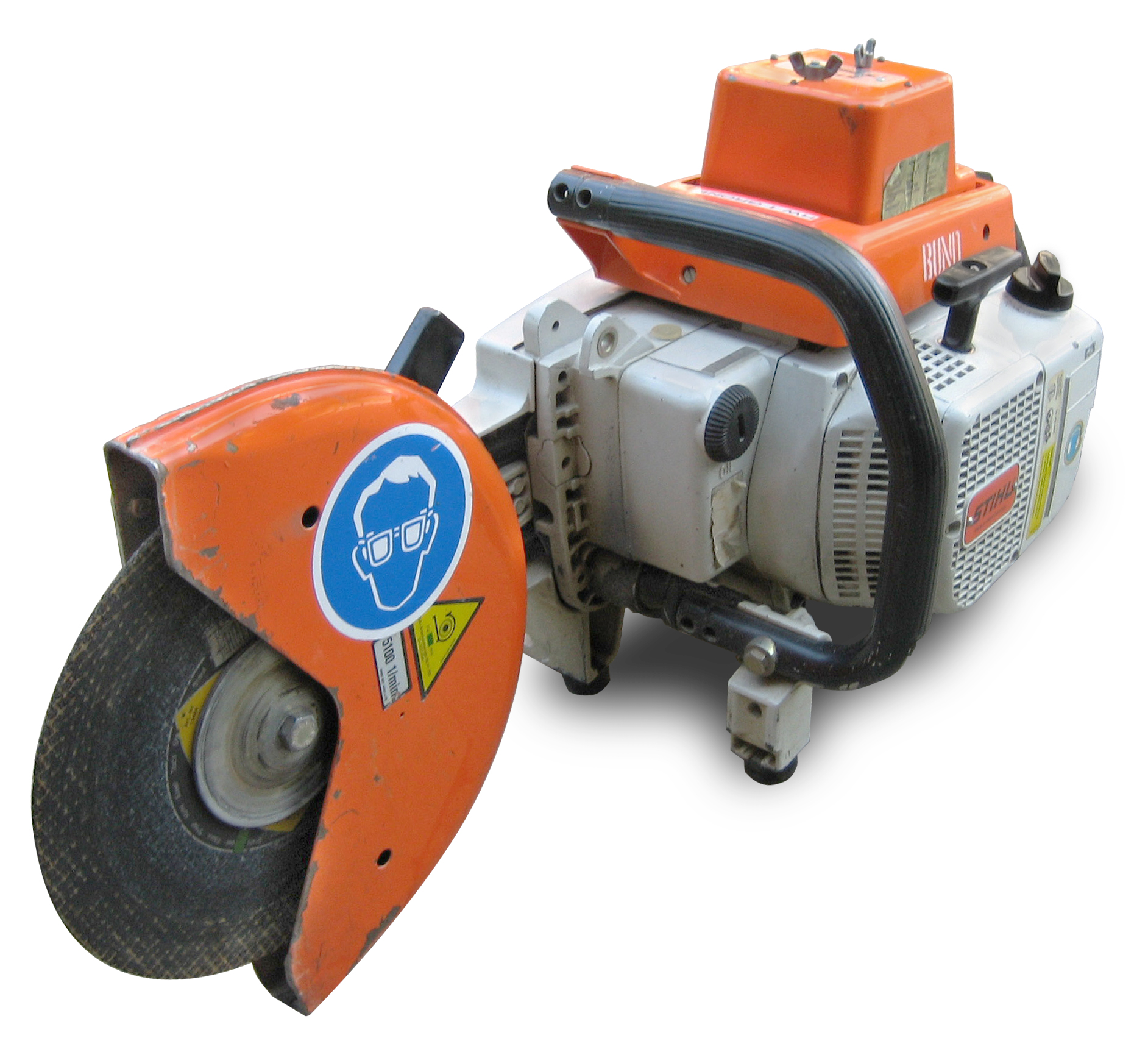
Trennschleifer
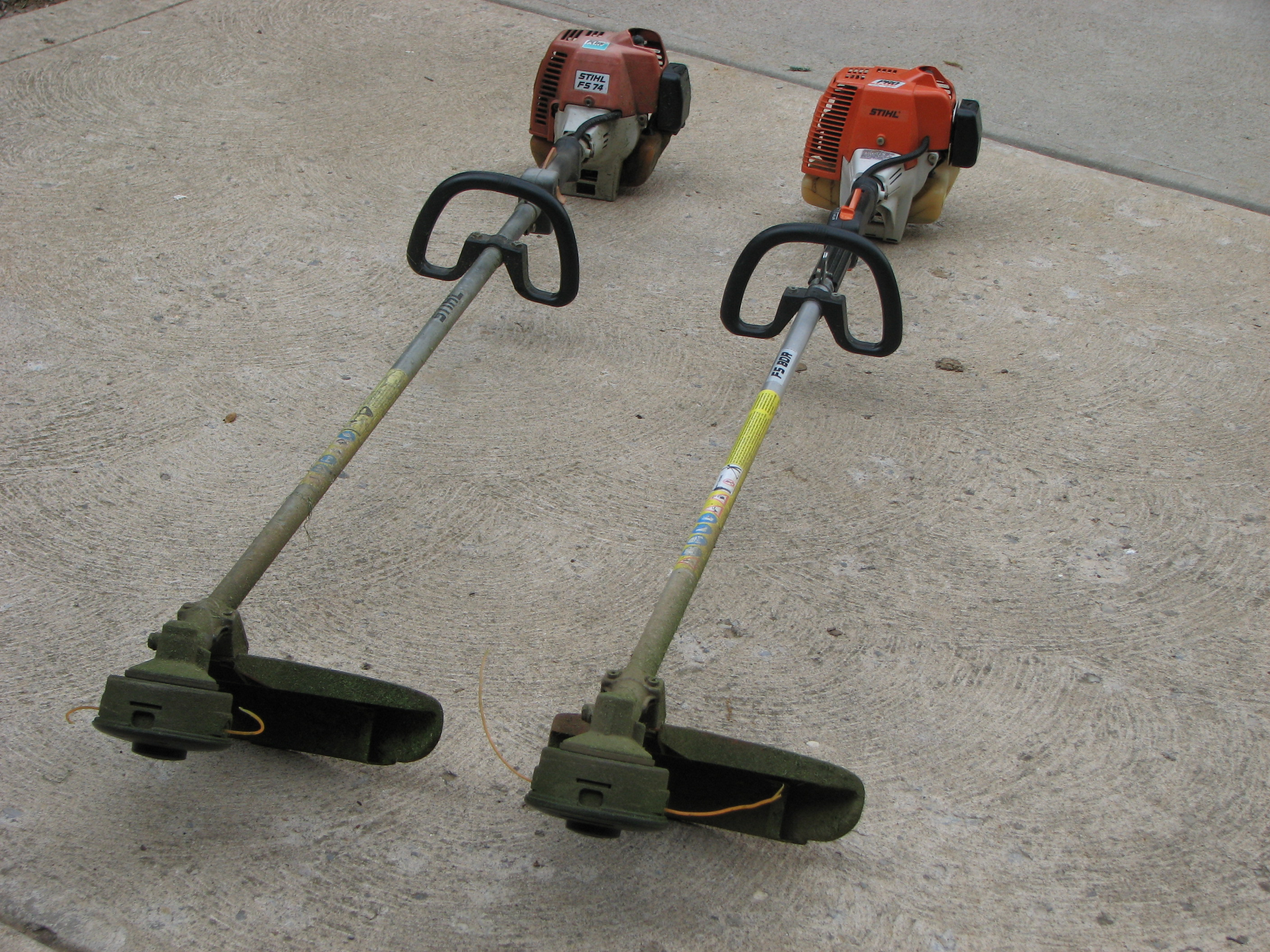
Stihl Motorsense, Modell FS74 von 1991 (links) und Modell FS80R von 2004 (rechts)
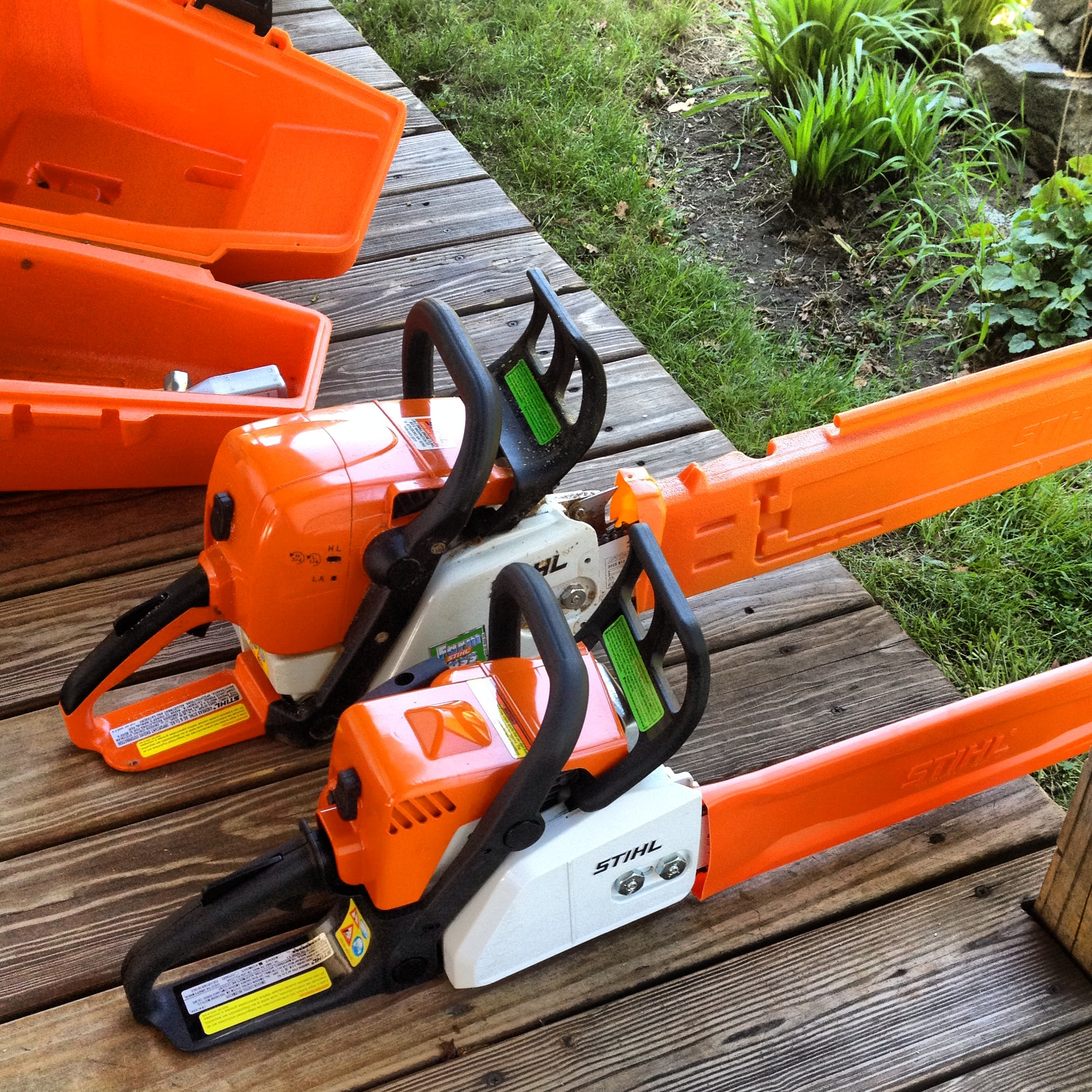
Stihl Motorsäge MS 170 (vorne) und MS 290 Farm Boss

## Kritik
Stihl ist als Mutterunternehmen der in Hongkong eingetragenen Zama Group Eigentümer des Zama-Produktionswerkes in Shenzhen (China), das in den vergangenen Jahren wegen der Streiks der chinesischen Belegschaft wiederholt Schlagzeilen machte. So im Jahr 2013 aufgrund der übermäßig langen Beschäftigung von Zeitarbeitern und im Juni 2017 aufgrund mangelhafter Vorkehrungen des Arbeiterschutzes (so wurden bspw. für Lackierungsarbeiten keine Masken und Schutzhandschuhe zur Verfügung gestellt). Beide Streiks wurden von der chinesischen Polizei gewaltsam niedergeschlagen (in China besteht kein Streikrecht).